# Severin Moser (Manager)
Severin Moser (* 23. Oktober 1962) ist ein ehemaliger Schweizer Leichtathlet und heutiger Manager. Seit Juni 2023 ist er Präsident des Schweizerischen Arbeitgeberverbands.

## Leben
Severin Moser schloss in Winterthur die Kantonsschule mit Matura Typus C ab. Danach studierte er Betriebswirtschaft an der Universität St. Gallen. 1988 beendete er sein Studium mit dem Lizentiat (lic. oec. HSG).
Seine berufliche Karriere startete er bei der Winterthur-Gruppe als Abteilungsleiter im Organisationsstab. Bis 2006 war er in unterschiedlichen Funktionen im Unternehmen tätig. Von 1997 bis 2000 bei Winterthur International als Leiter einzelner Ländereinheiten in den USA, Grossbritannien und der Schweiz. Von 2000 bis 2006 als Mitglied der Konzernleitung in der Schweiz. Ab 2007 arbeitete Severin Moser bei der Allianz Versicherungs-AG. Zuerst von 2007 bis 2010 bei Allianz Suisse als Mitglied der Geschäftsleitung als Leiter «Nichtleben». Von 2010 bis 2013 bei der Allianz Versicherungs-AG München als Vorsitzender des Vorstands. Anschliessend von 2014 bis 2021 erneut bei Allianz Suisse als Vorsitzender der Geschäftsleitung. Er ist seit 2023 Verwaltungsrat bei der SwissLife, zuvor von 2007 bis 2023 bei der Helsana. Seit 28. Juni 2023 ist er in Nachfolge von Valentin Vogt Präsident des Schweizerischen Arbeitgeberverbands.
Moser war früher Leichtathlet. 1988 wurde er Schweizer Meister im Stabhochsprung. Er nahm als Zehnkämpfer an den Olympischen Spielen 1988 teil.
Severin Moser ist verheiratet mit der früheren Siebenkämpferin Monika Moser, hat zwei erwachsene Töchter und wohnt in Andelfingen ZH. Er ist der Vater der Stabhochspringerin Angelica Moser, seine ältere Tochter Jasmine Moser war in ihrer Jugend auch Stabhochspringerin.